# Jens Peter Stibolt
Jens Peter Stibolt (født 23. september 1774, død 21. februar 1860 i København) var en dansk søofficer.
Han var søn af kommandørkaptajn Andreas Henrik Stibolt, blev sekondløjtnant i Marinen 1792, premierløjtnant 1798, kaptajnløjtnant 1807, kaptajn 1812, kommandørkaptajn 1817, kommandør 1834, kontreadmiral 1836. 1841 blev han efter egen begæring stillet à la suite, afgik 1848 med viceadmirals karakter og døde ugift i København 21. februar 1860.
Efter en del togter som subaltern officer fra 1792-97 gjorde Stibolt 1798-1800 tjeneste i Middelhavet om bord i briggen Nidelven (kaptajn baron Holsten) under Steen Andersen Billes kommando. Efter sin hjemkomst ansattes han ved indrulleringen i Nakskov, men blev 1805 inspektionsofficer ved de i Christianssand oplagte krigsfartøjer; 1807-14 forestod han her værftet, men suspenderedes 1812, efter at den øverstkommanderende officer havde klaget over uorden i hans administration; af den i den anledning nedsatte krigsret blev han dog frifundet. 1813 førte han en langvarig proces om en betydelig fordring på prisepenge, hvilken dog ikke blev anerkendt; i den anledning søgte og erholdt han sin afsked, men trådte året efter på ny i nummer. 1824-41 var Stibolt medlem af Konstruktions- og Regleringskommissionen. 1840 blev han Kommandør af Dannebrog.
Han er begravet på Holmens Kirkegård.